# Cerkev sv. Jakoba, Škofja Loka
Cerkev sv. Jakoba, župnijska cerkev župnije Škofja Loka.
Poznogotska cerkev, z ladjo dvoranskega tipa, dolgim korom in zvonikom, ima zelo lep zvezdasto-rebrasto obokan strop. Posvečena je apostolu sv. Jakobu, Starejšemu.

## Zgodovinski razvoj cerkve
O mestni cerkvi, ki je bila v listini prvič omenjena leta 1271 in je verjetno stala na lokaciji današnje cerkve, ne vemo ničesar. Morda je šlo celo samo za kapelo, saj je bilo tedaj cerkveno središče v Stari Loki, v prastari cerkvi sv. Jurija.
V 15. stoletju so meščani staro cerkev podrli in zgradili novo. Leta 1471 je nova cerkvena ladja že stala, kar dokazuje letnica na oboku ob podpisu nekega Tomaža, ki je verjetno sodeloval pri gradnji. V bližini pevskega kora se na sklepnikih nahajata dva ščitka z mojstrskima znakoma, ki po ugotovitvah strokovnjakov dokazujeta, da je dvoransko ladjo pozidala ista stavbarska delavnica, ki je nekaj let prej postavila podobno cerkveno ladjo v Kranju in prezbiterij v Radovljici.
Ali je bila cerkvena ladja naslednjih 50 let brez prezbiterija ali je bil v uporabi še prezbiterij morebitne stare cerkve, ni pojasnjeno. Zdajšnji prezbiterij in kapelo na njegovi južni strani so, po ugotovitvah Emilijana Cevca, cerkvi prizidali leta 1525; Cevc se je pri dataciji opiral na slogovni značaj sklepnikov, ki so delo mojstra s podpisom HR. Leta 1532 so zgradili še zvonik, kar dokazuje letnica na vzidani kamniti plošči.
Velike spremembe je cerkev doživela v baroku, ko so postavili nov pevski kor in nove oltarje. V 19. stoletju je zidarski mojster Molinaro, ki se je priselil iz Furlanije in postal ugleden loški meščan, prizidal cerkvi dve plitvi kapeli in vhodno lopo, dobila pa je spet tudi novo opremo in nove slikarije.
Cerkev so dopolnjevali tudi v novejšem času. Arhitekt Jože Plečnik je v severni kapeli z mnogo marmorja uredil bogato krstilnico in namestil v cerkvi vrsto lestencev. Njegov učenec in sodelavec arhitekt Tone Bitenc je preuredil prezbiterij in oltarno mizo obrnil proti vernikom, akademski slikar Stane Kregar pa je zasnoval nova barvna okna.

## Zgradba
Cerkvena ladja je zasnovana kot dvoranski prostor. Trije pari osmerokotnih kamnitih stebrov nosijo oboke nad seboj, ki kot pahljače rastejo iz stebrov in polstebrov ob steni. Prostor delijo po širini v tri ladje, in po dolžini v štiri traveje, a zaradi svoje vitkosti skoraj prav nič ne motijo enotnosti prostora. Rebra obokov, ki imajo v vseh ladjah enako višino, se razporejajo v osmerorogeljne zvezde brez prečnih in vzdolžnih cezur. Obok pred slavoločno odprtino ima v sredini še manjšo osmerorogeljno zvezdo.                                                                                           Kapiteli stebrov so okrašeni z akantom. Prav vsa križišča in stikališča reber so prekrita s sklepniki, na katerih vidimo poleg cvetja in ščitkov še celo vrsto svetnikov, cehovskih simbolov pa seveda Kristusa in Marijo. Svetloba prihaja v ladjo skozi gotsko šilasta okna.
Za razmeroma majhno slavoločno odprtino se cerkev nadaljuje v precej ožji prezbiterij, ki zavzema po dolžini dve poli in petosminski zaključek. Tudi prezbiterij je zasnovan kot gotska stavba s šilastimi okni in rebrasto zvezdastim obokom. Ker pa se je način gradnje v petdesetih letih spremenil, so rebra tu bolj za okras kot pa nosilci oboka. Na tristranem zaključku prezbiterija izhajajo iz do tal segajočih služnikov, ob vzdolžnih stenah pa iz konzol, med katerimi so nekatere figuralne. Križišča reber so tudi tu prekrita s sklepniki, ki pa so (po novi modi) precej bolj plitvi in ploski kot v ladji; izklesani so zelo kvalitetno in že pod renesančnim vplivom, tako da je bil E. Cevc prepričan, da niso delo stavbenika ampak kiparja, ki se je na sklepniku s podobo sv. Jakoba podpisal s kamnoseškim znamenjem in črkama HR. Ob južno steno prezbiterija je prislonjena kapela, ki se je prvotno odpirala v prezbiterij s šilasto odprtino, ki je bila pozneje zazidana.
Medtem ko je bila zahodna fasada v 19. stoletju neogotsko preoblikovana, pa je vzhodni del cerkve na zunanji strani povsem ohranil svojo prvotno gotsko podobo. Večkrat stopnjevani oporniki prezbiterija in južne kapele ob njem so bili le ob tristranem zaključku kapele zreducirani na okrasne lizene. Poseben poudarek daje zunanjščini tudi petnadstropni zvonik, prislonjen ob severno steno prezbiterija, ki je z izjemo baročne kape povsem gotski.
Leta 1931 je akademski slikar Matej Sternen restavriral poslikavo nekaterih polj med rebri na oboku, druga pa je Ciril Križnar na novo poslikali z ornamenti. Iz istega časa je tudi freska Kristusa Kralja na slavoloku ob vstopu v prezbiterij, akademskega slikarja Slavka Pengova.
- pogled na prezbiterij in zvonik z vzhoda
- notranjost ladje, v ozadju Plečnikova krstilnica
- zvezdasto rebrasti obok v ladji
- zvezdasto rebrasti obok pred slavoločno odprtino
- obok v prezbiteriju

## Oprema
V prezbiteriju zavzema osrednje mesto kip cerkvenega zavetnika, apostola sv. Jakoba, Starejšega. Obkrožajo ga (dvignjeni in pritrjeni na štiri služnike) kipi sv. Petra (s ključi), sv. Mateja (s knjigo), sv. Janeza (s kelihom) in sv. Pavla (z mečem).
Ob slavoločni steni stojita dva oltarja iz črnega marmorja, delo Mihaela Kuše (1700). Slika v levem stranskem oltarju predstavlja Jezusa na Oljski gori (pripisujejo jo Janezu Juriju Rembu). Tabernakelj pod njo je izdelan iz belega kararskega marmorja (okoli 1860). Na desnem stranskem oltarju je upodobljena sv. Katarina Aleksandrijska, ob straneh pa sta kipa sv. Barbare (na levi) in sv. Lucije (na desni).
Levo stransko kapelo s krstilnico in božjim grobom, vso v marmorju, je zasnoval arhitekt Jože Plečnik (1951–1954), ki je cerkev opremil tudi z lestenci. Desna stranska kapela hrani misijonski križ iz leta 1890, ob njem pa kipa apostola Janeza in Žalostne Matere Božje.
Križev pot je naslikal dunajski slikar Josip Plank (okoli 1800). Pnevmatske orgle s 23 registri so delo Franca Jenka iz Šentvida (1932).